# مايك كوندون
مايك كوندون (بالإنجليزية: Mike Condon)‏ هو لاعب هوكي جليد أمريكي، ولد في 27 أبريل 1990 في نيدهام في الولايات المتحدة.

## وصلات خارجية
- مايك كوندون على موقع دوري الهوكي الوطني (الإنجليزية)
- مايك كوندون على موقع EliteProspects.com (الإنجليزية)
- مايك كوندون على موقع HockeyDB.com (الإنجليزية)
- مايك كوندون على موقع Hockey-Reference.com (الإنجليزية)